# Лоссовський Ігор Євгенович
Ігор Євгенович Лоссовський (нар. 22 квітня 1957, Київ) — український дипломат. Надзвичайний і Повноважний Посол України в Малайзії.

## Біографія
Народився 22 квітня 1957 року у місті Києві. У 1979 році закінчив геологічний факультет Київського державного університету імені Т. Г. Шевченка, кафедра геофізики. Кандидат фізико-математичних наук.
Виконував обов'язки завідувача відділу ОБСЄ Управління європейського регіонального співробітництва Міністерства закордонних справ України. Займав посаду Начальника відділу ОБСЄ та Ради Європи Управління євроатлантичного співробітництва МЗС України. Працював заступником начальника Управління євроатлантичного співробітництва Міністерства закордонних справ України. З 2002 року Генеральний консул України у Торонто.
З 04.04.2009 по 05.02.2010 — Надзвичайний і Повноважний Посол України у Малайзії.
Заступник Постійного Представника України при міжнародних організаціях у Відні.
Надзвичайний і Повноважний Посланник першого класу (2020).

## Автор праць
- І. Є. Лоссовський. Проблеми розвитку національної та регіональної безпеки в Південно-Східній Азії // Університет:Історико-філософський журнал. — 2012. — Вип. № 3. — С. 23—48.